# Gagha
Gagha és un grup d'illes a la part més occidental de l'emirat d'Abu Dhabi (Emirats Àrabs Units) a la costa de l'emirat, al nord de la península de Silaa que acaba al Ras Khumays.
Les illes són: Umm al Ghumaghin a la vora del cap, Qasār Malab al nord-oest de l'anterior, Gagha l'illa principal, Huwaysat a l'oest d'aquesta, i Khardal al nord, a més d'alguns illots. L'illa principal és formada com si fos dues illes en quedar separada la part més oriental per una depressió on s'acumula l'aigua.
Hi ha un poblet abandonat a la costa sud-oest de l'illa principal (que al seu temps fou un mercat de perles de la regió), unes instal·lacions a la costa nord-oest, i un edifici dels guardacostes amb un petit embarcador a la punta sud-oest.
Són unes illes arenosa amb algunes roques, i amb poc metres d'altura màxima. La seva superfície en total és d'uns 9 km². L'illa principal mesura 3 km de llarg per 2 d'ample. Hi viuen algunes parelles de falcons (Pandion haliaetus) i a les aigües properes hi ha morses. A Khardal hi ha una gran colònia de cormorans de Socotora (Phalocrocorax nigrogularis).
Té restes d'ocupació de fa set mil anys. L'aigua de pluja s'arreplegava a la depressió centreoriental i permetia la vida i fins i tot el cultiu de palmeres amb dàtils (Phoenix dactylifera); encara queden restes d'algunes plantacions de palmeres avui abandonades.